# 山打根纪念公园
山打根纪念公园 (马来语: Taman Peringatan Sandakan) 是一个位于马来西亚沙巴州前山打根俘虏集中营营地的纪念遗址。这个遗址是为了纪念集中营里所有参与山打根俘虏集中营中，死亡的囚犯，以及纪念1945年参与山打根死亡行軍中，牺牲的军人。

## 历史

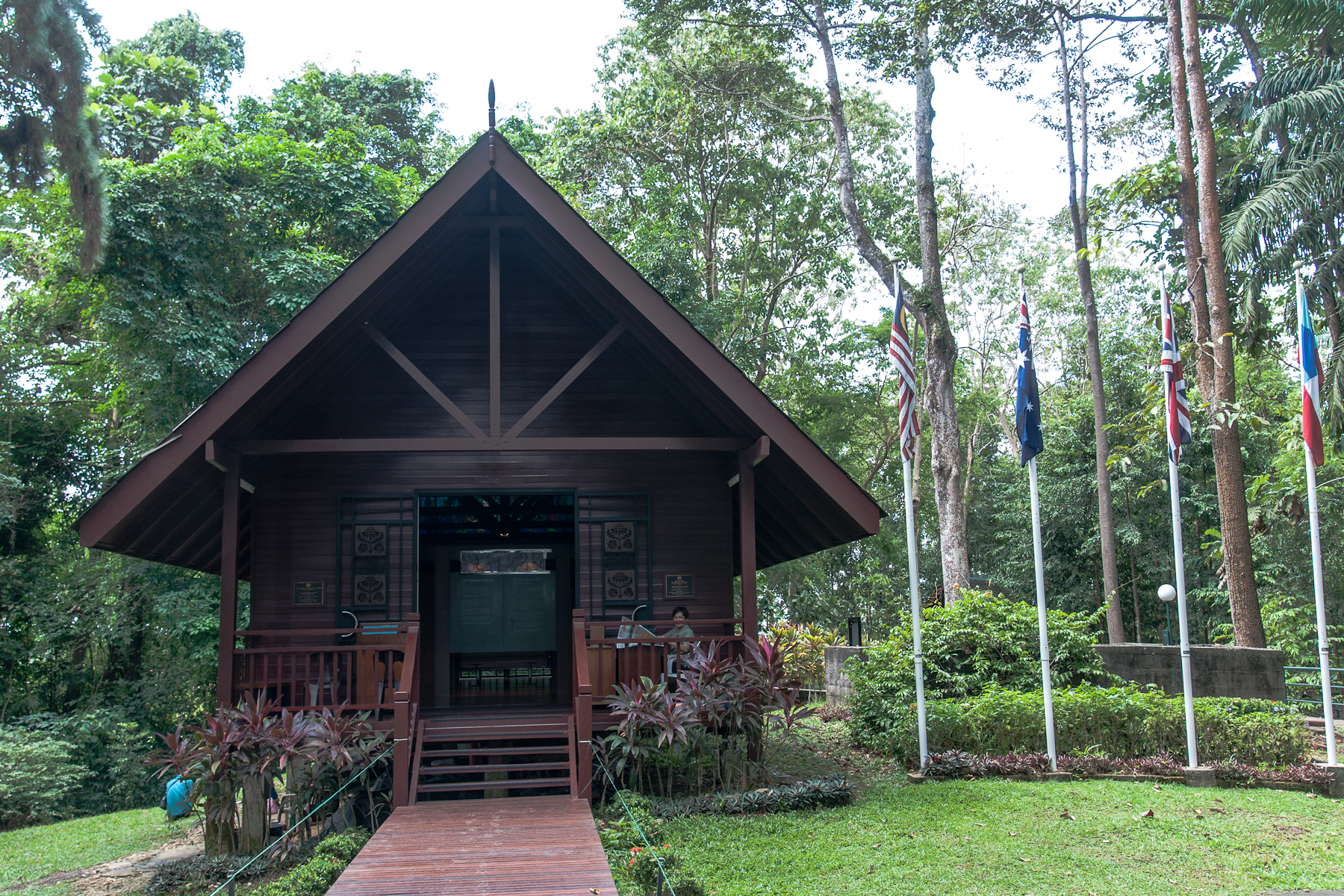
永久展览馆

由于日本人在二战初期成功,  许多盟军士兵被关押在太平洋的一个营地里。1942年7月,
已经有1500名澳大利亚战俘从新加坡转移到了山打根，以作为被迫劳力，建造一个军用机场。
该营人数在1943年增加，约有2500名囚犯已被安置在营地。
战争结束时，在现场调查期间发现，所有战俘的遗骸都被转移到纳闽岛的一个军事公墓。那些可以确认的人被埋在坟墓和标上一个名字，而那些无法确认的人被列在一致的板块。
1995年、沙巴州政府与澳洲政府达成协议，澳洲退伍军人协会(RSL)和山打根市议会重设了这个遗址。澳大利亚政府设立方尖碑，同时建造展览馆，恢复了残存的技术设备，如战时挖掘机、蒸汽发电机和其它发电机。纪念地址于1999年3月18日举行开幕典礼。
每年的4月25日及8月15日，皆会有来自澳洲军方代表及亲属等聚集，进行悼念仪式。2020年以及2021年，受到新冠肺炎疫情影响，所有悼念仪式均已取消。

## 位置
纪念公园距离山打根机场1.5公里。早前是澳大利亚B部队前营地的一部分，日军占领时期变身为俘虏营；公园以外空地现已成为住宅区。

## 站点
纪念碑被分为六个站，这些站是通过环形路线连接起来的。

### 挖掘机

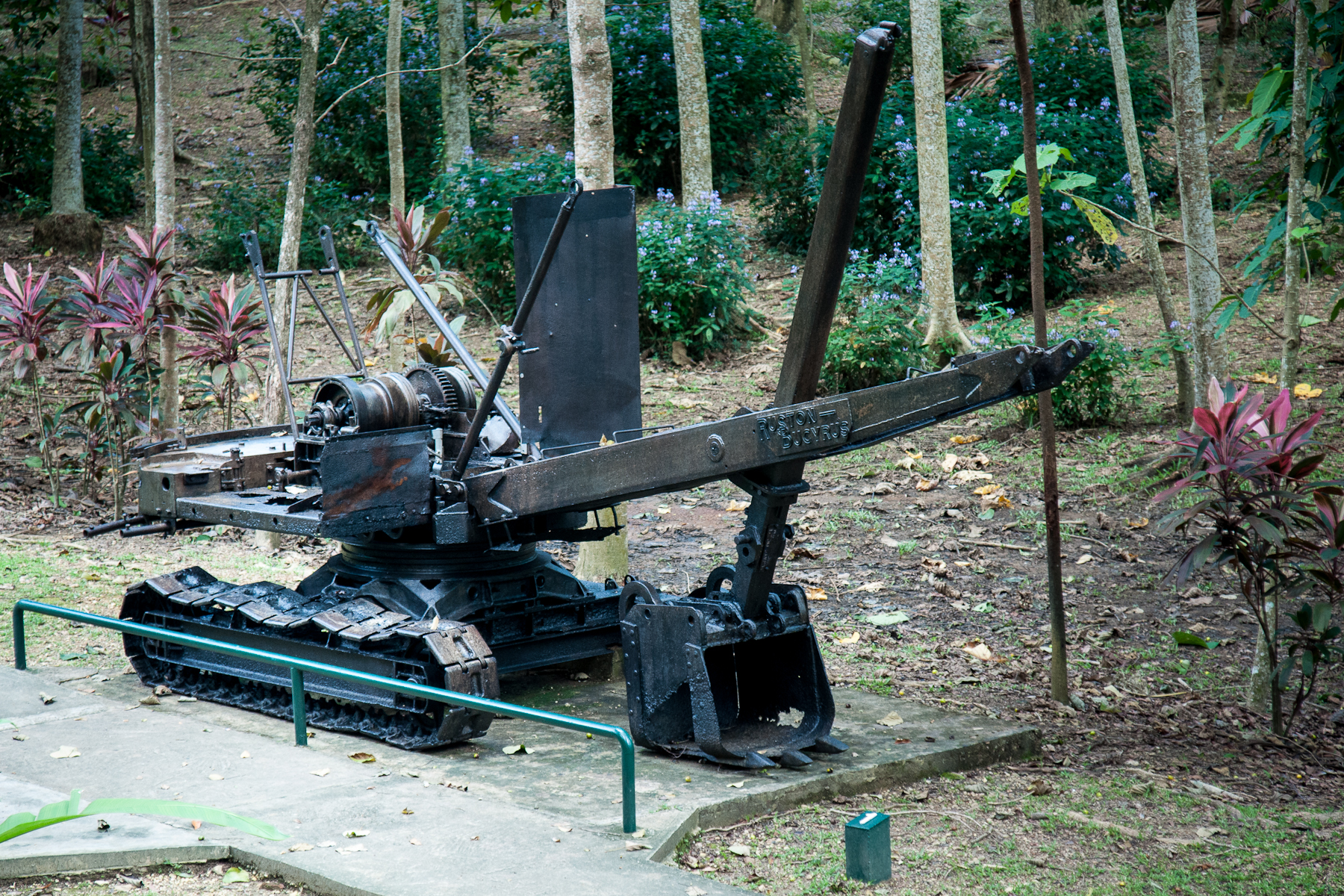
挖掘机。

这个挖掘机日本人用来修建机场时所使用的，二战期间已被一名澳大利亚战俘破坏。

### 蒸汽发电机和发电机
蒸汽发电机与其它发电机成为营地的主要电源。用木头烧的蒸汽发电机，以照明营地和围栏。

### 大树
“大树”是一个样本，它是战俘集中营的主要结构。它原本矗立在今天的纪念方尖碑上，不过战争结束后不久，这棵树就被一场大火烧毁了。2008年4月25日，“大树”样本已被种植在公园入口附近。

### 粮食仓库、储存区和厨房
日本人占领期间经营的一个粮食仓库和厨房，水罐至今仍保存在混凝土中。

### 主要入口和出入道路
主要入口位于纪念公园的东面，死亡行军出发点。

## 纪念亭
山打根纪念亭于1999年3月18日，由澳大利亚退伍军人事务部部长布鲁斯·斯科特开幕；内部有关于战俘集中营和死亡行军的免费展览厅。

## 方尖碑的说明

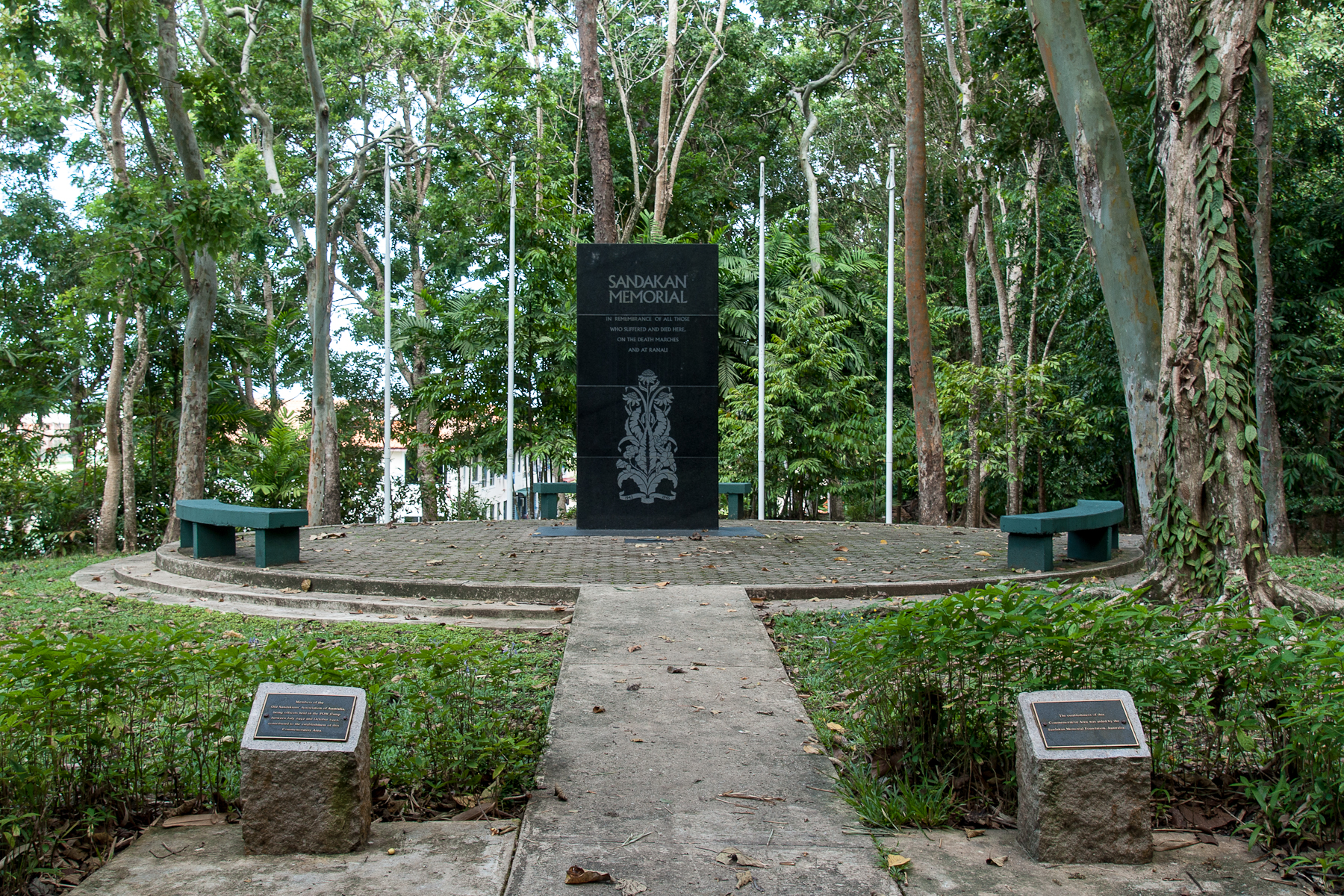
该纪念碑方尖碑。

“山打根纪念墓碑”是一个黑色的方尖石碑，它的直径约为10米。题词是:
山打根纪念墓碑

纪念所有那些 

在这里遭受痛苦和死亡的人，

在这里

和前往兰瑙的死亡行军

## 战俘的路线
纪念公园是三次死亡行军中“战俘路线”的第一站。这条路线始于山打根，结束于兰瑙“最后一个战俘集中营”。路线上的每个站，现今都有一个标志。

## 文献
- 澳大利亚政府，澳大利亚战争坟墓山打根纪念公园的办公室， 退伍军人事务部, 堪培拉，2006年。